# 成田美術館
成田美術館（なりたびじゅつかん）は滋賀県長浜市の古い町並みが残る北国街道沿いにある現代建築の美術館。1998年に開館。

## 概要
アール・デコスタイルの作家として知られる19世紀末から20世紀初めに活躍したフランス人ガラス工芸作家ルネ・ラリック（1860年 - 1945年）の作品を200点以上を所蔵、テーマごとに展示している。
作品展示においては、光の当たり方によって大きく印象を異にするラリックの作品の特性を表現している。

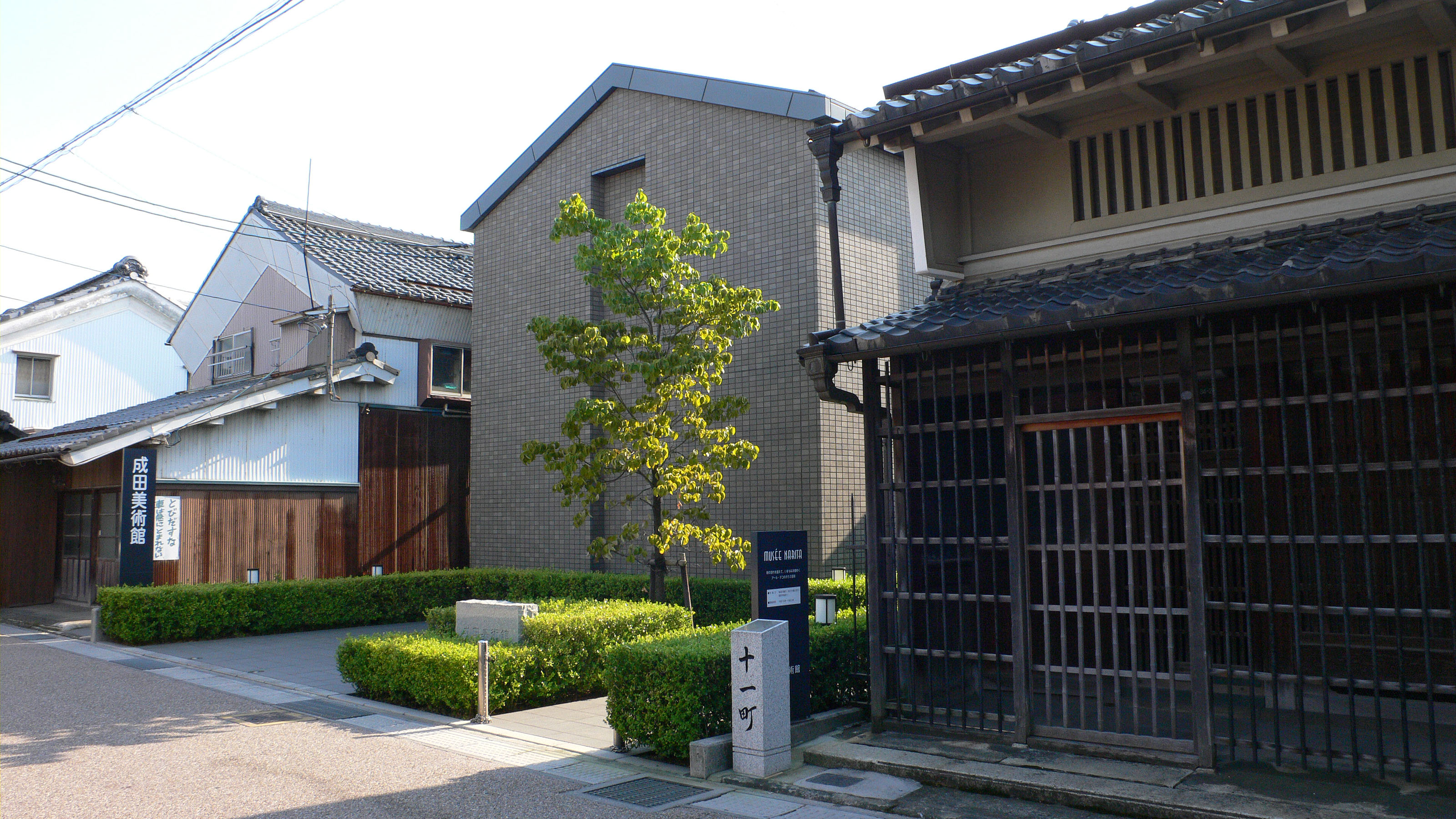
北国街道に面する
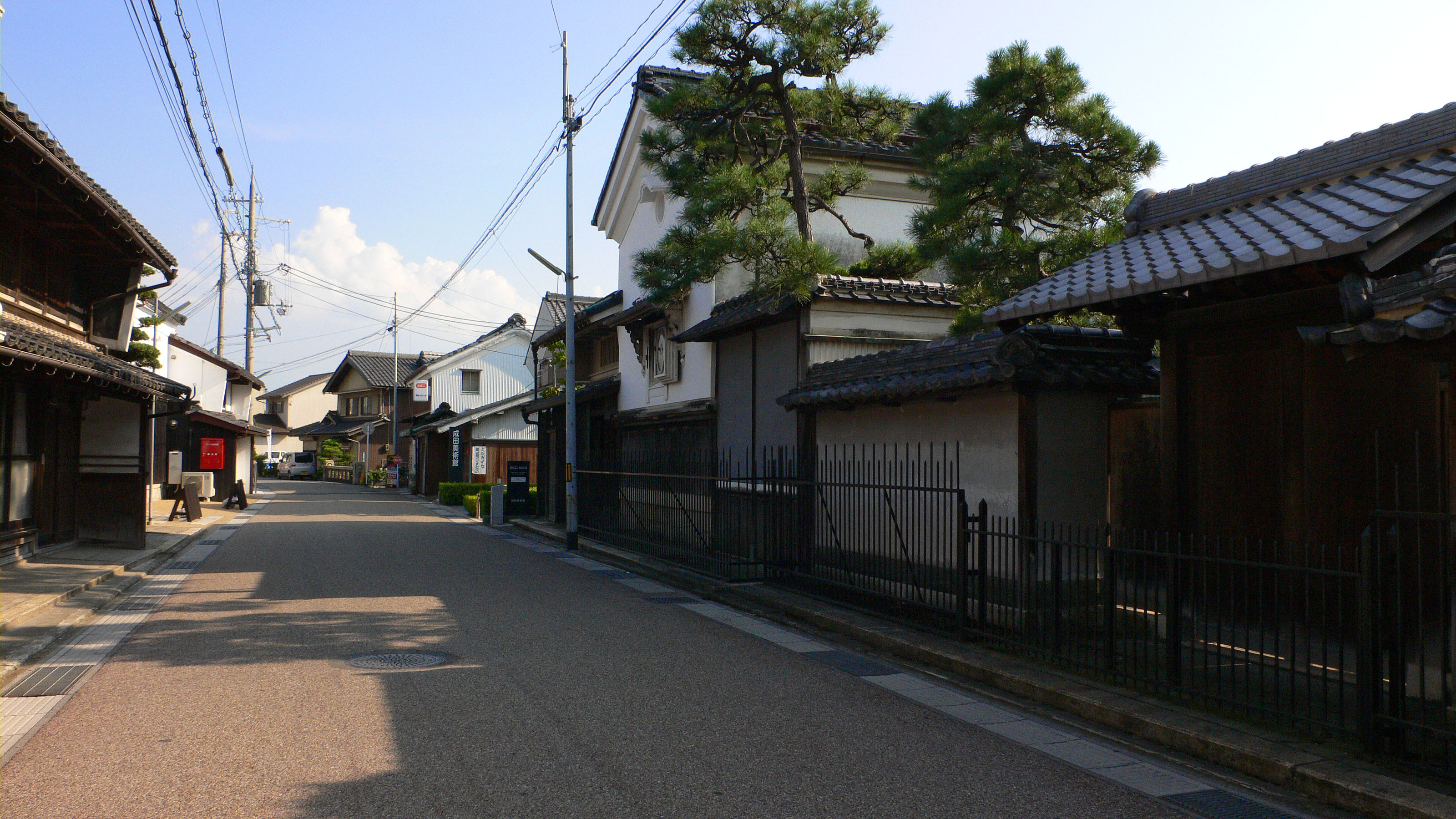
北国街道

## 利用情報
- 展示スペース : 1階展示室、2階展示室
- 開館時間 : 10 - 17時
- 休館日 : 月曜（祝日の場合は翌日）

## 交通アクセス
- JR琵琶湖線 長浜駅 徒歩10分
- 自動車道長浜ICから車で15分

## 周辺情報
- 慶雲館
- 長浜鉄道スクエア
- 黒壁スクエア
- 長浜港
- 長浜城址
- 長浜文化芸術会館